# Cantonul Chevilly-Larue
Cantonul Chevilly-Larue este un canton din arondismentul L'Haÿ-les-Roses, departamentul Val-de-Marne, regiunea Île-de-France, Franța.

## Comune
| Comune         | Populație (1999) | Cod poștal | Cod INSEE |
| -------------- | ---------------- | ---------- | --------- |
| Chevilly-Larue | 18 149           | 94 550     | 94 021    |
| Rungis         | 5 424            | 94 150     | 94 065    |